# Saint-Cyr (Ardèche)
Saint-Cyr è un comune francese di 1 302 abitanti situato nel dipartimento dell'Ardèche della regione dell'Alvernia-Rodano-Alpi.

## Società

### Evoluzione demografica
Abitanti censiti